# Carlos Alberto Canuto
Carlos Alberto Moreira de Mendonça Canuto (Maceió, 12 de janeiro de 1952) é um médico, agropecuarista e político brasileiro, ex-deputado federal pelo estado de Alagoas e, ex- prefeito do município de Pilar. 
Foi Filiado ao Partido do Movimento Democrático Brasileiro (PMDB) até 2009, quando  se filiou ao Partido Social Cristão (PSC), retornando ao partido anterior para disputar as eleições municipais de 2012.

## Carreira
Carlos Alberto Canuto formou-se em medicina pela Escola de Ciências Médicas de Alagoas, atual Universidade Estadual de Ciências da Saúde de Alagoas, em 1980. 
Elegeu-se prefeito de Pilar pela primeira vez em 1996, sendo reeleito em 2000. 
Em 2006 conseguiu mandato de deputado federal. Em 2010 desistiu da candidatura à reeleição para a Câmara dos Deputados e, dois anos mais tarde, foi novamente eleito prefeito de Pilar, com mais de 48% dos votos.